# Río Tordera
El río Tordera es un curso de agua del noreste de la península ibérica, que desemboca en el mar Mediterráneo. Discurre por la comunidad autónoma española de Cataluña. 

## Curso

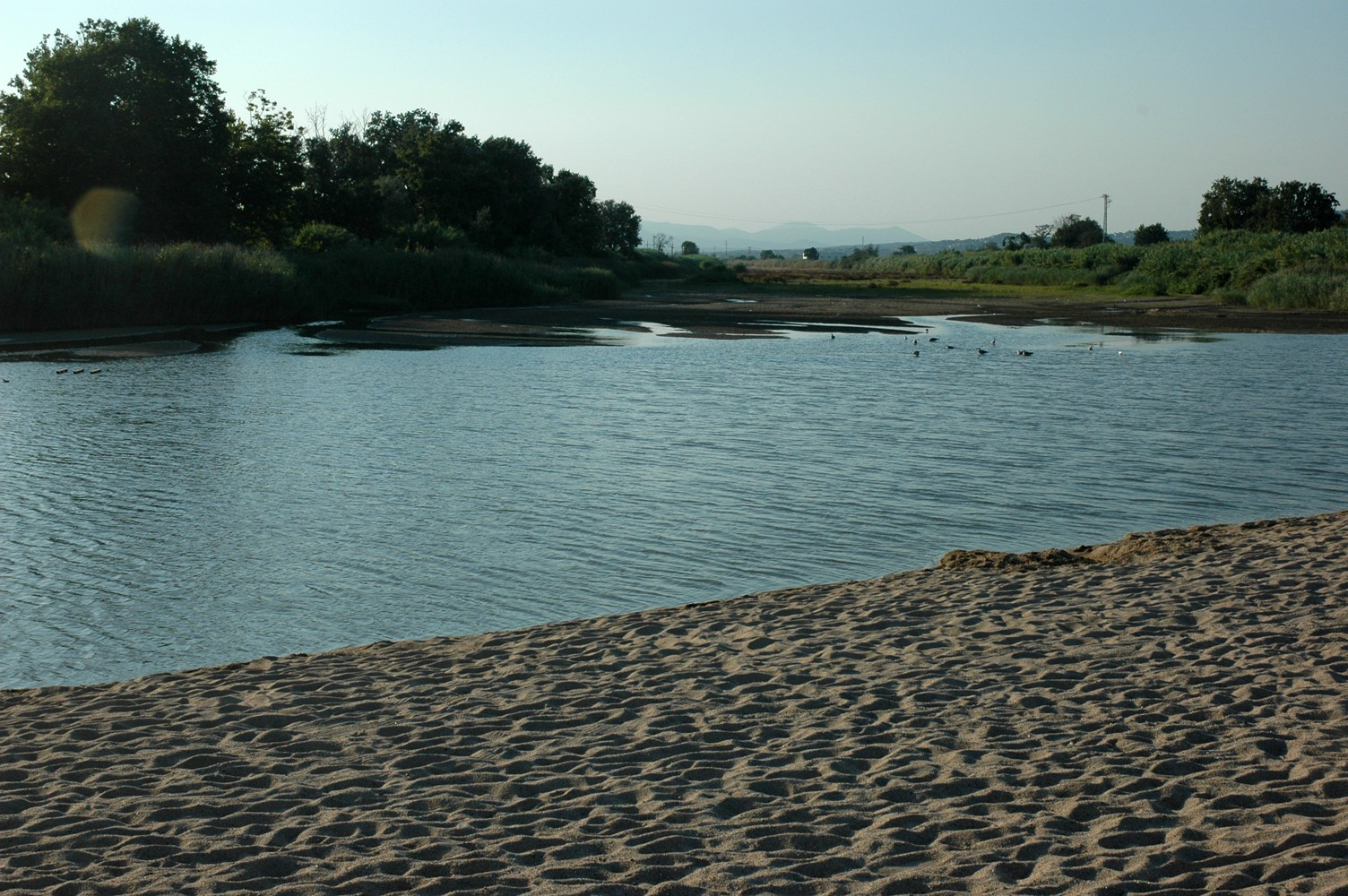
Desembocadura del Tordera

Nace en el Montseny entre Les Agudes y el Matagalls y desemboca en el mar Mediterráneo formando el delta de la Tordera entre Blanes y Malgrat de Mar, aparece descrito en el decimoquinto volumen del Diccionario geográfico-estadístico-histórico de España y sus posesiones de Ultramar de Pascual Madoz de la siguiente manera:

TORDERA: r. en la prov. de Barcelona, part. jud. de Granollers; tiene su origen al pie del Montseny; corre por sus estribos meridionales de NO. á SE., pasando por cerca de los pueblos de San Estéban de la Costa, Muscarolas y Partegas, hacia donde hace una pequeña inflexion, dejando estos á la izq.; baña también los térm. de San Esteban y Sta. María de Palautordera que quedan á su der. y en San Celoni, que está sobre su izq., gira repentinamente al E.. siguiendo hasta Hostalrich, después de haber bañado por su der. los térm. de Vilardell, Fuirosos, Ramiñó y Fogas, y por su izq. Betlloria y el citado Hostalrich; desde Ramiñó empieza este r. á servir de límite entre las prov. de Barcelona y Gerona, y mas abajo del repetido Hostalrich, recibe por su izq. un grueso afluente compuesto de la riera de Sta. Colonia de Farnés, y las vertientes de la sierra que da desagüe al lago de Sils; despues va declinando la direccion del r. hacia el SE., formando un ángulo, hasta desaguar en el mar entre Blanes y Malgrat.
Llamóse en lo ant. este r. Larnum.
(Madoz, 1849, p. 25)

Entre sus afluentes principales se encuentran la riera de Gualba, la riera de Arbúcies, la riera de Santa Coloma, la riera de Valmanya y la riera de Jofre.

## Espacios naturales
- Parque natural del Montseny
- Parque natural del Montnegre y el Corredor
- Zonas PEIN en Tordera (Brazo izquierdo del río Tordera, La Júlia, el Estany de can Torrent, el Estany de cal Raba, el robledal (la roureda en catalán) de can Verdalet y los "prats d’en Gai").

## Poblaciones principales
- Montseny
- San Esteban de Palautordera
- Santa María de Palautordera
- San Celoni
- Sant Feliu de Buixalleu
- La Batlloria
- Hostalrich
- Fogars de la Selva
- Tordera
- Massanet de la Selva
- Blanes
- Palafolls
- Malgrat de Mar